# Avrum Stroll
Avrum Stroll, né le 15 février 1921 à Oakland et mort le 12 septembre 2013 (à 92 ans), est un éminent professeur de recherche à l'Université de Californie à San Diego. Philosophe émérite, il est un spécialiste dans les domaines de l'épistémologie, la philosophie du langage et la philosophie analytique du XXe siècle,.

## Publications

### Livres
- The emotive theory of ethics. University of California Press, 1954
- Introduction to philosophy. Holt, Rinehart and Winston, 1961 (1972, 1979)
- Epistemology. Harper & Row, 1967 (Greenwood Press, 1979)
- Philosophy and the human spirit. Holt, Rinehart and Winston, 1973
- Philosophy and Contemporary Problems. Richard H. Popkin, Avrum Stroll, Holt Rinehart & Winston, February 1984
- Surfaces. University of Minnesota Press, 1988
- Philosophy (Made Simple Books) by Richard H. Popkin, Avrum Stroll, Made Simple, September 8, 1986 (1993)
- Moore and Wittgenstein on certainty. Oxford University Press, 1994
- Introductory Readings In Philosophy.  Avrum Stroll, Richard H. Popkin, Harcourt Brace* Co, November 1997
- Skeptical Philosophy for Everyone. Richard H. Popkin, Avrum Stroll. Prometheus Books, January 2002 Hardcover
- Wittgenstein (Oneworld Philosophers). Oneworld Publications, July 2002 (2007)
- Did My Genes Make Me Do It? Oneworld Publications, August 25, 2004 Hardcover
- Sketches of Landscapes. The MIT Press, December 5, 1997 Hardcover
- Twentieth-Century Analytic Philosophy. Columbia University Press, September 15, 2001 Paperback
- Philosophy. Richard Popkin, Avrum Stroll
- Much Ado About Nonexistence. A.P. Martinich, Avrum Stroll. Rowman & Littlefield Publishers, Inc., June 28, 2007 Hardcover
- Informal philosophy. Rowman & Littlefield Publishers, 2009[5]

### Articles
- Proper Names, Names, and Fictive Objects, The Journal of Philosophy, Vol. 95, No. 10 (Oct., 1998), pp. 522–534
- Wittgenstein and the Dream Hypothesis. Philosophia 37 (4)